# Piet Roomer

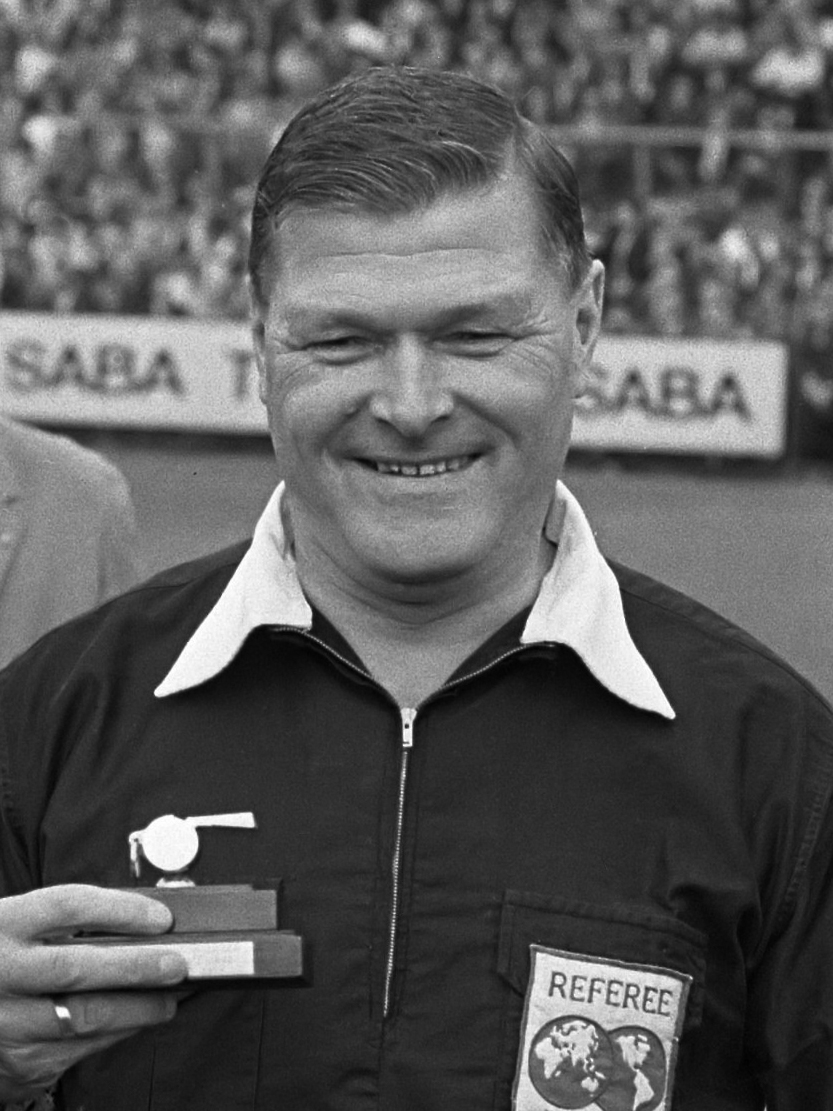
Piet Roomer (1967)

Pieter Paulus Roomer (Rotterdam, 6 april 1920 – 28 februari 2000) was een Nederlands voetbalscheidsrechter. Hij floot zowel nationaal als internationaal.
Roomer startte zijn loopbaan als scheidsrechter in 1943. Vanaf 1949 floot hij in de hoogste Nederlandse voetbalklasse, destijds de Eerste klasse. Hij maakte de overgang naar het betaald voetbal in Nederland in 1954 en de start van de Eredivisie in 1956 mee. Vanaf 1956 kwam hij ook internationaal in actie. Roomer leidde onder meer een interland tussen Engeland en Schotland in een vol Wembley in 1957.
Een auto-ongeluk op 28 november 1967 leidde uiteindelijk tot afkeuring voor wedstrijden op het hoogste niveau. Roomer kwam met een kapotte knieschijf eerst nog terug. De wedstrijd Haarlem–SC Cambuur op 18 augustus 1968 werd echter zijn laatste duel in het betaald voetbal, enkele weken later werd bekend dat Roomer medisch ongeschikt was verklaard. Hij had in zijn loopbaan 83 internationale wedstrijden geleid, waarvan 20 officiële interlands. Volgens eigen zeggen had hij tijdens zijn 26-jarige loopbaan slechts drie spelers van het veld gestuurd. Hij gold als een typische Engelse arbiter die tijdens een wedstrijd het liefst zo min mogelijk de aandacht op zich vestigde.
Roomer hield zich naast en na zijn actieve loopbaan bezig met het opleiden en begeleiden van scheidsrechters in de regio Rotterdam. Tot 1990 was hij actief in de scheidsrechterscommissie van de Koninklijke Nederlandse Voetbalbond.